# Erik Enby
Erik Ossian Hugo Enby, född 12 maj 1937 i Karlskrona, död 30 mars 2022 i Göteborg, var en svensk läkare. Han uppmärksammades för att ha behandlat kroniska sjukdomstillstånd med infektionshämmande icke gängse medel, och fick sin läkarlegitimation indragen av Hälso- och sjukvårdens ansvarsnämnd 2007. 

## Biografi
Enbys far var sjökapten och modern var musikdirektör. År 1962 började Erik Enby studera medicin i Heidelberg. Han återvände 1967 till Sverige, tog medicine licentiatexamen vid Göteborgs universitet 1973 och fick då sin läkarlegitimation. År 1980 blev han specialistläkare i allmänmedicin och geriatrik samt utsågs till avdelningsläkare på Vasa sjukhus i Göteborg – Området för Geriatrik vid Sahlgrenska Universitetssjukhuset.
Enby bildade 1980 företaget Göteborgs Medicinkonsult HB för forskning i sjukdomsbegreppet och utvärdering av olika former av komplementära behandlingsmetoder. Han inriktade sig på att analysera blod i mörkfälts-, ljusfälts- och interferens–kontrastmikroskop för att studera och beskriva den mikrobiella situationen i blod och andra kroppsvätskor vid olika sjukdomstillstånd. 
Den 8 februari 2007 blev Enbys läkarlegitimation indragen, eftersom hans utövande av läkaryrket, enligt Hälso- och sjukvårdens ansvarsnämnd (HSAN), saknat stöd i vetenskap och beprövad erfarenhet. Myndigheten Inspektionen för vård och omsorg (IVO) lämnade in en åtalsanmälan mot Enby efter ett inslag den 25 april 2014 i radioprogrammet Kropp och själ i Sveriges Radio P1 2014. Åklagaren valde emellertid att inte väcka åtal, utan lade ner förundersökningen den 27 oktober 2015 i brist på bevis och eftersom en fortsatt utredning inte kunde antas förändra bevisläget på ett avgörande sätt.
Enby var från 1964 gift med Gunnel Enby (1941–2016). Tillsammans hade de sonen Henrik, född 1964.

## Sjukdomssyn och praktik
Erik Enby hade uppfattningen att många kroniska sjukdomar orsakas av mikrobiologisk växtlighet i blodplasma och övrig kroppsvätska. Sedan i slutet av 1970-talet utförde Enby privat forskning om sambandet sjukdom och fenomenet kronisk sjukdom. Hans arbete byggde på antagandet att sjukdom orsakas av pleomorf mikrobiologisk tillväxt, pleomorfism. Han hävdade, att hans arbete bekräftade att de flesta kroniskt sjuka har växande strukturer i blod och fasta vävnader, som inte beskrivits tidigare i modern medicinsk forskning. Det medicinska samfundet har inte accepterat Enbys slutsatser, eftersom han inte ansågs ha kunnat lägga fram tillräckliga bevis för sina teorier. Enby argumenterade  för sin teori och empiri i boken Blod, mod och envishet : på spaning efter sjukdomarnas väsen.
Erik Enby utgick från att sjuklighet av olika slag berodde på infektioner och började behandla kroniska sjukdomstillstånd, exempelvis svåra tumörsjukdomar, med infektionshämmande icke gängse medel. Detta fortgick trots upprepade varningar från HSAN.
Erik Enby behandlade patienter med svåra kroniska sjukdomar med vitaminer och växtextrakt. Två patienter med cancer avled medan de fick vård av Enby. En kvinna diagnosticerades med bröstcancer, men valde att inte låta sig opereras. I stället gick hon till Enby, som stöttade henne i hennes beslut och menade att cancern "sprider sig om man skär i den". I stället ordinerade han vitaminer och nässelextrakt. Hennes tillstånd förvärrades och hon avled av sin sjukdom efter att först försökt ta sitt liv. En kvinna med levercancer i sista stadiet sökte upp Enby som ordinerade vitaminer och korallmineraler. Behandlingen hjälpte inte utan hon avled efter några veckor.
År 2006 sände TV3 ett avsnitt av serien Insider som handlade om Enby. Där visades hur han, filmad med dold kamera, ordinerar blåbärsextrakt och pepparrot till en kvinna som säger sig ha cancer i lymfkörtlarna. I september 2008, mer än ett år efter det att läkarlegitimationen dragits in, avslöjade Göteborgs-Tidningen att Enby fortsatte att behandla cancerpatienter, vilket är olagligt för andra än legitimerad sjukvårdspersonal.